# Oliver Pocher
Oliver Pocher (Hannover, 1978. február 18. –) német humorista, énekes,  színész.

## Életpályája
Szülei Gerhard és Jutta Pocher. 1998. október 28-án tűnt fel  Bärbel Schäfer délutáni kibeszélőshow-jában. Körülbelül 5 perces számával próbálta megnevettetni a közönséget és bebizonyítani, hogy van tehetsége a komédiához. Annak ellenére, hogy kifütyülték, azt állította, biztosan vicces volt és egy sikeres karrier előtt áll.
1999. szeptember 29-én a VIVA kiválasztotta Olivert egy egyhetes vendégmoderálásra az Interaktiv műsorba. Később fel is vették és műsorvezető volt a Chart Surfer-ben, a Trasch Top 100-ban, a Was geht ab-ban és a Planet Vivá-ban. Végül kapott egy saját show is 2002-ben, az Alles Pocher, ... oder was?-t. Ezenkívül 2002. május 25-től az egyik ARD-sorozatban, a Csillagvadászokban (Sternenfänger) játszotta Fredet.
2003 januárjától 2006. április 13-ig a Pro7-en tevékenykedett a Rent a Pocher-ben. Majd 2003 szeptemberében megalakította a Brainpool-lal a Pocher TV GmbH-t, aminek a feladata az eladás volt és a bevételek harmadát megkapta. 2008-ban feloszlatták.
2005. október 6-án megnyerte a Comet Live-comedy kategóriáját. A Rent a Pocher keretei között kinevezték kapitánynak a zanzibári foci nemzeti válogatottnál. Oliver volt Hannovernek a hivatalos vb-küldöttje.
2006-ban a MediaMarkt reklámai által lett ismertebb Németországban. Ezenkívül fellépett a Quatsch Comedy Club-ban is.
A világbajnokság kezdete miatt 2006. április 3-tól a Pochers WM-Countdown-ot moderálta a Prosieben-nél. Április 28-án kiadta első kislemezét a Schwarz und Weiß-t, egy rajongói dalt a világbajnoksághoz. Ez egy németesített verzió, melynek eredetije Frameless-től a Black & White.
Július 26-án kapott egy szerepet a Hui Buh filmnél, ahol egy liftkezelőt alakított. Tommy Jaud Vollidiot regény megfilmesítésénél kapta meg főhős szerepét, Simon Peters-ét.
2007-ben átment a Prosieben-től az ARD-hez, ahol október 25-től Harald Schmidt-tel dolgozik együtt a Schmidt & Pocher-ban. Az ARD kijelentette 2008 decemberében, hogy a show 2009 áprilisáig fog tartani.
2009. február 21. Barbara Schöneberger-rel volt műsorvezető a 2009-es Echo-n Berlinben, amit élőben adott az ARD.
2009. április 1-jén Oliver Pocher közölte a médiával, hogy elhagyja az ARD-t és a SAT1-hez megy, ahol egy késő esti show-t vezetne.
2009 őszén a Cobra 11-ben (Alarm für Cobra 11) fel fog lépni egy vendégszerepben.
2009. április 18-án egy vendég fellépése volt a Deutschland sucht den Superstar (német Megasztár) 6. évadjában, ahol a Tokio Hotel Durch den Monsun című számát énekelte.

## Tv-műsorai
| Cím                                         | Tv-adó | Időpont                                 |
| ------------------------------------------- | ------ | --------------------------------------- |
| Alles Pocher, … oder was?                   | VIVA   | 2002                                    |
| Rent a Pocher                               | Pro7   | 2003. januártól 2006. április 13-ig     |
| Trash Top 100                               | VIVA   | 2004                                    |
| Pochers WM-Countdown                        | Pro7   | 2006. április 3-tól 2006. június 5-ig   |
| Pocher zu Gast in Deutschland               | Pro7   | 2006. június 12-től 2006. július 6-ig   |
| Gameshow-Marathon                           | Pro7   | 2007. január 15-től 2007. március 12-ig |
| Schmidt & Pocher                            | ARD    | 2007. október 25-től 2009. április 2-ig |
| Sportfreunde Pocher – Alle gegen die Bayern | Sat.1  | 2009. június 27-től 2009. július 25-ig  |

## Egyéb
2005-től 2009-ig Monica Ivancan volt a barátnője, aki az RTL Bachelorette show-jában és a Pro7 Das Model und der Freak moderátoraként vált ismertté. Egyébként modellként is dolgozik.
Oliver Pocher nagy rajongója a Hannover 96 fociklubnak.
2008. május 30-án megválaszolta az 1 millió eurós kérdést a Wer wird Millionär-ben (német Legyen Ön is milliomos!), amit a Per Mertesacker Alapítványnak és a McDonalds Kinderhilfe alapítványnak ajándékozott. A kérdés előtt azt mondta, hogy ha nem sikerül helyesen megválaszolnia a kérdést, saját zsebéből 100.000 eurót fizet az alapítványoknak.